# Ophiomusium valdiviae
Ophiomusium valdiviae är en ormstjärneart som beskrevs av Paul E. Hertz 1927. Ophiomusium valdiviae ingår i släktet Ophiomusium och familjen Ophiolepididae. Inga underarter finns listade i Catalogue of Life.